# خانه شماره ۱۳
خانهٔ شماره ۱۳ (عربی: المنزل رقم 13) یک فیلم به کارگردانی کمال الشیخ است که در سال ۱۹۵۲ منتشر شد. از بازیگران آن می‌توان به فاتن حمامه، عماد حمدی، و محمود الملیجی اشاره کرد.